# Готель «Мільйон доларів»
Готе́ль «Мільйо́н до́ларів» (англ. The Million Dollar Hotel) — англомовний фільм 2000 року, в основі якого лежить концептуальна історія Боно з ірландського рок-гурту U2 і Ніколаса Клейна, режисером котрого став Вім Вендерс. У фільмі знялись Мілла Йовович, Джеремі Девіс, Мел Гібсон, Тім Рот і Джиммі Смітс. Картина супроводжується музикою U2, також вийшов саундтрек The Million Dollar Hotel: Music from the Motion Picture.

## Фільм
Картина про групу дуже різних людей, що мешкають в готелі у Лос-Анджелесі, передовсім висвітлюється Том Том (Девіс) та його роман з Елоїз (Йовович). Події, що розгортаються в фільмі, є результатом явного самогубства сина сенатора Сполучених Штатів. Його батько (Тім Рот) доручає агенту ФБР (Мелу Гібсону) розслідувати загибель сина.
Сценарій початково був написаний Боно 1987 року під час зйомок відомого відео для «Where the Streets Have No Name» на даху Roslyn Million Dollar Hotel у Лос-Анджелесі. Фільм було придбано продюсерською компанією Мела Гібсона у 1992 році. Боно вів переговори з Гарі Олдманом стосовно головної ролі Тома Тома в той час. Робота над картиною відкладалась до 1999 через суперечки Гібсона і Олдмана про те, хто ж має вести постановку.
Фільм має приблизний бюджет 8 млн доларів, але зібрав лише 29483 долари касових зборів в США, з ненабагато більшими успіхами в подальші тижні в інших країнах . Він також отримав дуже низькі оцінки, здобувши 25 із 100 у Metacritic  [Архівовано 26 вересня 2007 у Wayback Machine.] і 23 % у Rotten Tomatoes  [Архівовано 19 серпня 2007 у Wayback Machine.]. Гібсон сказав у пізнішому інтерв'ю, що фільм був «нудний як собачий зад». У нього було дуже мало часу для роботи над своїм образом до початку зйомок.

## Додаткові посилання
- Сторінка про фільм на офіційному сайті Віма Вендерса
- Готель «Мільйон доларів» на Internet Movie Database [Архівовано 7 вересня 2007 у Wayback Machine.]
- Готель «Мільйон доларів» на Rotten Tomatoes [Архівовано 19 серпня 2007 у Wayback Machine.]
- Готель «Мільйон доларів» на Box Office Mojo [Архівовано 30 вересня 2007 у Wayback Machine.]